# Palapag
Palapag es un municipio filipino de tercera clase, perteneciente a la provincia de Sámar del Norte, en las Bisayas Orientales.

## Historia
Hacia mediados del siglo XIX, el lugar, perteneciente por entonces a la provincia de Sámar, tenía contabilizada una población de 3062 habitantes, repartidos en 610 casas. Aparece descrito en el segundo volumen del Diccionario geográfico, estadístico, histórico de las Islas Filipinas (1851) de Manuel Buzeta Núñez y Felipe Bravo con las siguientes palabras:

PALAPAG: pueblo con cura y gobernadorcillo, en la isla y prov. de Samar, dióc. de Cebú, sit. en los 128° 45' 30" long. 13° 34' 40" lat. sobre la costa setentrional de la isla; en terreno llano, á la orilla izq. de un rio; su clima es templado y saludable. Tiene unas 610 casas, la de comunidad y la parroquial, que son las dos mejores del pueblo; en la primera que tambien se llama tribunal ó de justicia es donde está la cárcel. La iglesia parroquial es de buena fábrica y se halla servida por un cura regular. El term. confina por O. con el de Laoag, que dista unas 2 leg.; por S. con el de Catubig, distante unas 3 1/2 id.; y por O. y N. son el mar. El ter. es montuoso y fértil; en los montes se crian buenas maderas de construccion y ebanistería y alguna caza en la parte reducida á cultivo las prod. son arroz, maiz, café, pimienta, legumbres y frutas. ind. la agricultura, la pesca, y el hilado y tejido de algodon en el que se emplean las mugeres. pobl. 3,062 alm. y en 1845 pagaba 684 1/2 trib. que hacen 6,845 rs. de plata.
(Buzeta y Bravo, 1851, p. 377)

En 2020, tenía censados 34 034 habitantes.